# Handförmiges Riccardimoos

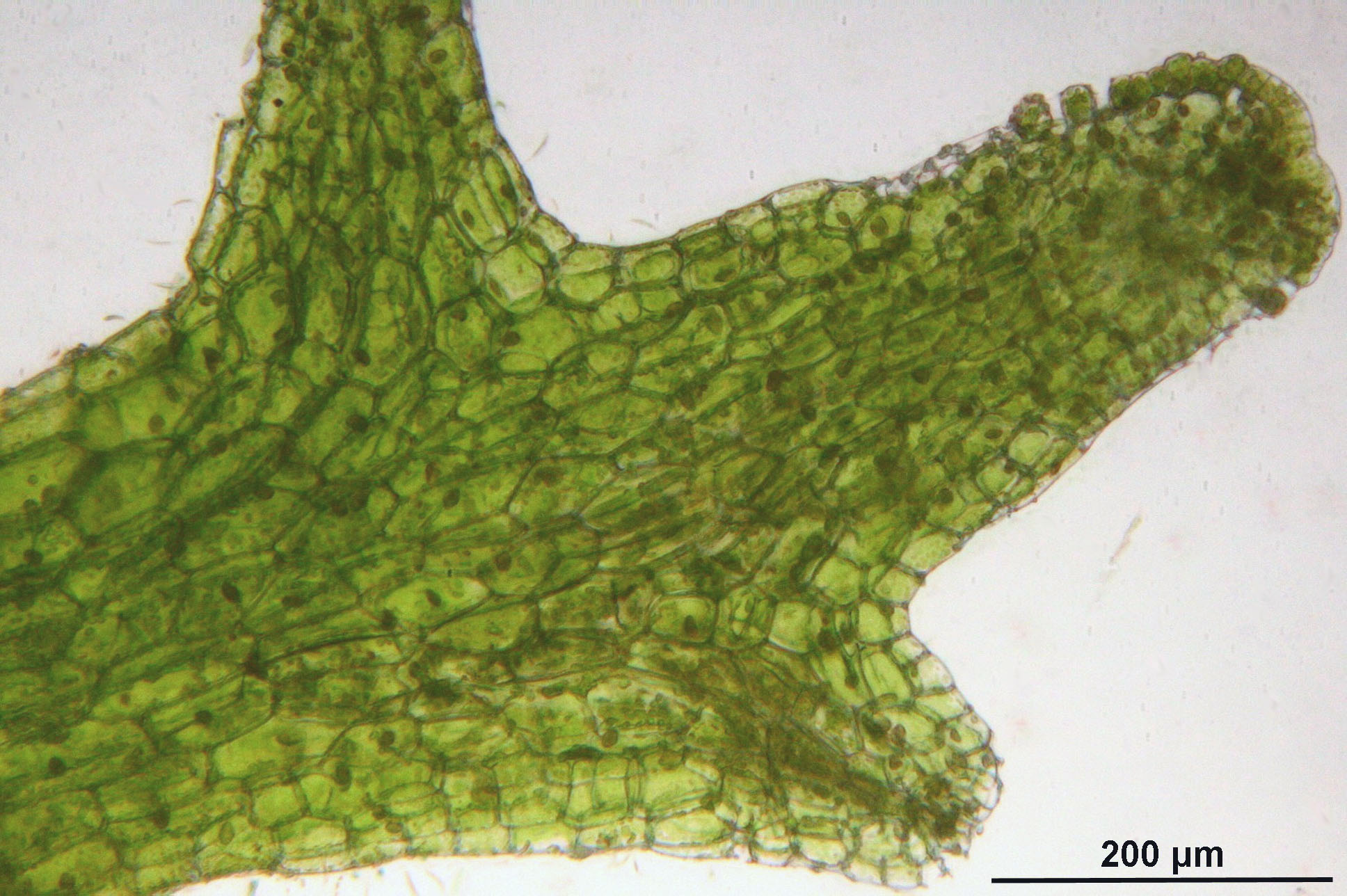
Thallusspitze

Das Handförmige Riccardimoos (Riccardia palmata, Syn.: Aneura palmata Dumort.) ist ein thalloses Lebermoos.

## Erkennungsmerkmale
Das Moos bildet mit seinen dachziegelig angeordneten Lagern rasige Bestände. Die dunkelgrünen Thalli sind etwa 5 Millimeter lang und handförmig geteilt. Die aufsteigenden bis aufrechten Lappen sind ziemlich dicht gedrängt, linealisch, um 0,3 Millimeter breit und an der Spitze abgerundet oder schwach ausgerandet. Sie sind bis zu den Rändern mehrzellschichtig, in der Mitte 4 bis 9 Zellschichten dick. Epidermiszellen sind kleiner als die Subepidermiszellen. Ölkörper sind in den Subepidermiszellen vorhanden, je Zelle 1 bis 3, sie sind eiförmig bis kugelig und 9 bis 15 µm lang. In den Epidermiszellen fehlen sie meistens.
Die Pflanzen sind diözisch. Die Kalyptra ist keulenförmig und papillös, die Sporen sind bräunlich, fast glatt und 12 bis 15 µm groß. Häufig werden an den Thallusenden kugelige bis eiförmige Brutkörper gebildet.

## Verbreitung und Standortansprüche
Die allgemeine Verbreitung umfasst Europa, Azoren, Madeira, Teile Asiens, Nord- und Mittelamerika und Karibik. Als subozeanisches Florenelement kommt es in Europa vorwiegend in den westlichen, mittleren und nördlichen Teilen vor. In Mitteleuropa ist es in den Alpen, den süddeutschen Mittelgebirgen, im Jura und den Vogesen weiter verbreitet, in niederen Gebirgslagen ist es selten und im Tiefland fehlt es gebietsweise.
Das kalkmeidende Moos wächst an luftfeuchten, schattigen Standorten in Wäldern meist auf morschem Holz, vorwiegend Nadelholz. Als konkurrenzschwache Pionierart wird es leicht von größeren Moosen überwachsen.